# Бобровский, Сергей Андреевич
Серге́й Андре́евич Бобро́вский (род. 20 сентября 1988, Новокузнецк, Кемеровская область) — российский хоккеист, вратарь клуба НХЛ «Флорида Пантерз». Двухкратный обладатель Кубка Стэнли (2024, 2025). Двухкратный обладатель приза лучшему вратарю регулярного чемпионата НХЛ — «Везина Трофи» (2013, 2017). Первый российский вратарь, завоевавший эту награду, и единственный российский вратарь, получивший её дважды. Чемпион мира 2014 года в составе сборной России. Кавалер ордена Почёта (2014).
Первый российский вратарь в истории, одержавший 400 побед в НХЛ. Быстрее всех в истории НХЛ одержал 400 побед (в 707 матчах). Обладатель самого высокого процента выигранных матчей среди всех вратарей НХЛ, одержавших не менее 400 побед. Занимает второе место по победным матчам в НХЛ среди всех вратарей из Европы после Хенрика Лундквиста и первое место среди всех действующих вратарей.

## Биография

### Клубная карьера

#### «Металлург» Новокузнецк
Воспитанник новокузнецкого «Металлурга». За основную команду дебютировал в 18-летнем возрасте, сыграв несколько матчей в сезоне 2006/07. В следующем сезоне стал значительно чаще играть в основе клуба, а регресс «Металлурга» продолжился. Оборона ворот аутсайдера была тяжёлым делом, но позволила голкиперу быстро набирать опыт — Бобровский был приглашён на матч звёзд российской Суперлиги. Играл за «Металлург» до конца сезона 2009/2010, когда у него закончился контракт.
В первом сезоне МХЛ довёл «Кузнецких Медведей», занявших 8-е место в восточной конференции до финала, став обладателем серебряной награды.

#### «Филадельфия Флайерз»
6 мая 2010 года незадрафтованный хоккеист подписал трёхлетний контракт с «Филадельфией Флайерз», которая в предыдущем сезоне потеряла из-за несовместимой с хоккеем травмы основного вратаря Рэя Эмери. В летнем тренировочном лагере молодой вратарь понравился наставнику «лётчиков» Питеру Лавиолетту, и Бобровский стал рассматриваться как второй голкипер, которым перед этим считался Брайан Буше. Накануне старта сезона тяжёлую травму получил основной голкипер клуба Майкл Лейтон, и Бобровский вышел на лёд в матче открытия. Его команда выиграла в Питтсбурге, а Бобровский стал самым молодым вратарём «Флайерз», открывавшим сезон, и первым с 2004 года, кому удалось выиграть дебютный матч за «Филадельфия Флайерз». На старте сезона Бобровский стал открытием чемпионата и выиграл 7 из первых девяти матчей. После 11-й победы в 14 матчах Бобровский возглавил список вратарей НХЛ по количеству побед. В ноябре он был признан лучшим новичком месяца. В дебютном сезоне вратарь-новичок одержал 28 побед в регулярном чемпионате, и, к неудовольствию филадельфийских болельщиков, был объявлен основным голкипером команды на плей-офф. Однако там он сыграл полностью лишь первый и последний матчи своей команды, закончившей выступление после второго раунда.
Летом в «Филадельфию» пришёл Илья Брызгалов. С ним был подписан многомиллионный контракт (генеральному менеджеру пришлось избавиться от нескольких высокооплачиваемых игроков), что говорило о ставке на новичка как на первого вратаря. В начале октября 2011 года Лейтон отправился в фарм-клуб, оставив в основной команде двух вратарей — Брызгалова и Бобровского. Из первых 14 матчей клуба в сезоне Бобровский подменил соотечественника в четырёх.

#### «Коламбус Блю Джекетс»
В начале ноября 2011 года появилась информация об интересе к нему со стороны «Коламбус Блю Джекетс». 22 июня 2012 года обменян в «Коламбус Блю Джекетс» на два выбора во втором и четвёртом раундах на драфте 2013 года и один выбор в четвёртом раунде драфта 2014 года.
Во время локаута в НХЛ в сезоне 2012/13 играл в клубе КХЛ СКА. В 24 матчах одержал 18 побед, пропуская в среднем 1,95 шайбы за матч.
С началом сезона в НХЛ «Коламбус» быстро опустился на последнее место в конференции, а Бобровский и Стив Мэйсон получали примерно одинаковое время в рамке ворот. В марте «Коламбусу» удалась рекордная для клуба серия из матчей с набранными очками (без поражений в основное время), а Бобровский в это время практически бессменно защищал ворота клуба. Он был признан первой звездой игровой недели 4—10 марта и третьей звездой марта. К концу чемпионата «Коламбус» поднялся к границе плей-офф, но в итоге уступил проходное 8-е место набравшей такое же количество очков «Миннесоте». К концу сезона Бобровский значительно улучшил свои статистические показатели (2-й в лиге по проценту отражённых бросков) и, несмотря на непопадание команды в плей-офф, получил «Везина Трофи». Таким образом, он стал первым вратарем с территории бывшего СССР и шестым европейцем, получившим главный вратарский приз НХЛ. Также по окончании сезона Бобровский получил награду «Патрик Руа Эворд» — приз, вручаемый лучшему вратарю НХЛ по версии журнала The Hockey News.
В январе 2015 года «Коламбус» продлил контракт с Бобровским до конца сезона 2018/2019 на сумму $29,7 млн.
В сезоне 2016/17 помог «жакетам» установить рекорды по победам и очкам и попасть в ПО. При этом, отразившему более 93 % бросков голкиперу, была вручена вторая в его карьере награда «Везина Трофи».
В следующем сезоне Бобровский установил личные рекорды, сыграв в 65 встречах в стартовом составе (третье место в НХЛ после Кэма Тальбо (67 игр) и Фредерика Андерсена (66)) и проведя на льду чуть менее 4000 минут (второе место после Коннора Хеллебайка).
Бобровский занимает первое место среди вратарей «Коламбуса» по количеству сыгранных игр (374), побед (213) и сухих матчей (33). В январе 2025 года он вошел в первую символическую сборную клуба в первой четверти XXI века. 

#### «Флорида Пантерз»
1 июля 2019 года подписал 7-летний контракт на сумму 70 млн долларов с клубом «Флорида Пантерз». Сезон 2019/20 сложился неудачно, Сергей одержал только 23 победы в 50 матчах, пропуская 3,23 шайбы в среднем за матч при коэффициенте надёжности 0.900. 10 февраля 2020 года сыграл свой 500-й матч в регулярных сезонах НХЛ.
В сезоне 2020/21 выглядел более уверенно — 19 побед в 31 матче при 2,91 шайбы в среднем за матч.
21 октября 2021 года в матче против «Колорадо Эвеланш» (4:1) стал 38-м вратарём в истории НХЛ, который одержал 300 побед. Для этого Сергею потребовался 541 матч. Быстрее этой отметки достигал только Жак Плант (521). Ранее 300 побед в НХЛ одержали только два российских вратаря: Евгений Набоков (353 победы) и Николай Хабибулин (333).
В сезоне 2021/22 в 54 матчах одержал 39 побед (при всего 7 поражениях), став лучшим в НХЛ по количеству побед. «Флорида» выиграла Президентский кубок, но в плей-офф уступила уже во втором раунде «Тампе-Бэй» (0-4).
5 ноября 2022 года сыграл свой 600-й матч в регулярных сезонах НХЛ. Бобровский стал 53-м вратарём в истории, достигшим этой отметки. В этих матчах Бобровский одержал 339 побед (56,5 %), это лучший показатель среди всех вратарей в первых 600 матчах. В юбилейном матче «Пантерз» уступили «Лос-Анджелес Кингз» (4:5). 28 февраля 2023 года вышел на первое место по победам в НХЛ (354) среди всех российских вратарей, опередив Евгения Набокова. 22 мая 2023 года в возрасте 34 лет и 244 дней впервые в карьере провёл «сухой» матч в плей-офф Кубка Стэнли, «Флорида» обыграла «Каролину» (1:0), Бобровский отбил 32 броска. Это была 64-я игра Бобровского в плей-офф (58-я в стартовом составе). «Флорида» дошла до финала Кубка Стэнли, где проиграла «Вегасу» (1-4), Бобровский защищал ворота «Пантерз» во всех 5 матчах финала. Бобровский сыграл 19 матчей и одержал 12 побед.
2 марта 2024 года в матче против «Детройта» (4:0) одержал 390-ю победу в карьере в НХЛ и вышел на второе место среди всех европейских вратарей, опередив Доминика Гашека. Всего в регулярном сезоне 2023/24 провёл 58 матчей и одержал 36 побед, отбив 91,5 % бросков и сыграв 6 «сухих» матчей. Бобровский пропускал в среднем 2,37 шайбы за матч, лучший для него показатель с сезона 2016/17. 
22 мая 2024 года, ровно через год после первого «сухого» матча в плей-офф Кубка Стэнли, провёл второй матч «на ноль» против «Рейнджерс» (3:0), отбив 23 броска. 8 июня в первом матче финальной серии Кубка Стэнли против «Эдмонтона» Бобровский сыграл «на ноль», отбив 32 броска. Бобровский был признан первой звездой матча. 10 июня во втором матче финала против «Эдмонтона» помог «Флориде» выиграть со счётом 4:1, отбив 18 из 19 бросков. Это была 43-я победа Бобровского в плей-офф НХЛ, он вышел на второе место по победам среди российских вратарей, опередив Евгения Набокова, и уступая только Андрею Василевскому. 24 июня «Пантерз» обыграли дома «Эдмонтон» в седьмом матче финальной серии плей-офф (2:1) и завоевали Кубок Стэнли. Бобровский одержал все 16 побед «Флориды» в плей-офф. 35-летний россиянин получил трофей от капитана «Пантерз» Александра Баркова. Это первый случай в истории НХЛ, когда капитан победившей команды сразу после вручения и круга почёта передал приз вратарю.
24 октября 2024 года «Флорида» обыграла «Нью-Йорк Рейнджерс» со счётом 3:1. Это была 400-я победа в регулярных сезонах в карьере Бобровского, он стал 14-м вратарём в истории НХЛ, достигшим этой отметки, Бобровский затратил на это наименьшее количество матчей — 707.
4 января 2025 года вошёл во вторую символическую сборную клуба в первой четверти XXI века вместе с Павлом Буре. 
30 января 2025 года в матче против «Лос-Анджелес Кингз» отразил все 30 бросков по своим воротам, в результате чего стал первой звездой матча, а «Флорида» выиграла со счетом 3:0.
Всего в сезоне 2024/25 провёл 54 матча и одержал 33 победы. Бобровский 8-й раз за карьеру одержал не менее 30 побед за сезон НХЛ.
24 апреля 2025 года сыграл «на ноль» во втором матче серии плей-офф против «Тампы» (2:0), отразив 19 бросков. «Пантерз» в итоге выиграли серию 4-1. 5 мая сыграл свой 100-й матч в плей-офф Кубка Стэнли. Ранее из российских вратарей до этой отметки добирался только Андрей Василевский. 9 мая одержал свою 50-ю победу в матчах плей-офф Кубка Стэнли. 11 мая не пропустил ни одной шайбы в 4-м матче серии против «Торонто» (2:0), отбив 23 броска. Это был пятый «сухой» матч Бобровского за карьеру в Кубке Стэнли. После этого «Пантерз» сравняли счёт в серии.

### Карьера в сборной
Бобровский был дублёром своего ровесника Семёна Варламова на чемпионате мира среди юниоров 2006 года, где российская сборная стала пятой. В конце лета 2007 года началась Суперсерия 2007, ремейк Суперсерии 1972 года. В противостоянии молодёжных команд России и Канады россияне были разбиты, Бобровский сыграл в половине матчей. На чемпионате мира среди молодёжи 2008 Бобровский был основным вратарём сборной и завоевал с ней бронзовые медали. Перед чемпионатом мира 2010 года Вячеслав Быков начал сбор без игроков НХЛ и хоккеистов, продолжавших бороться за Кубок Гагарина. В числе этих резервистов был вызван и Бобровский, сыгравший в матче с Италией (3:3), но в окончательный состав сборной на чемпионат мира в Германии не вошедший.
В 2012 году во время локаута в НХЛ Сергей, будучи игроком СКА, сыграл за сборную России на Кубке Карьяла. Перед чемпионатом мира 2013 года большинство российских голкиперов НХЛ оказались свободны для приглашения из-за неудачного выступления их клубов. Хотя Бобровский провёл сезон значительно успешнее остальных (что подтверждает полученный Сергеем по окончании сезона Везина Трофи), в сборную были вызваны Илья Брызгалов и Семён Варламов. Зинэтула Билялетдинов сообщил, что Бобровский не был приглашён из-за усталости, однако голкипер отверг этот довод.
7 января 2014 года Бобровский вошёл в состав сборной России на зимние Олимпийские игры 2014 года. Во втором матче россиян против сборной США Бобровский дебютировал за основную сборную России на крупных турнирах. Встреча завершилась победой американцев в серии буллитов 3:2. В серии послематчевых бросков героем стал Ти Джей Оши, реализовавший в ворота Сергея четыре из шести своих попыток. В следующей своей игре олимпийского турнира против сборной Норвегии Бобровский провёл свой первый «сухой матч». Следующий матч в четвертьфинале турнира в ледовом дворце «Большой» против сборной Финляндии оказался последним для сборной России. Сергей заменил в этой игре при счёте 1:3 Семёна Варламова. Игра на «ноль» Бобровского не помогла сборной России уйти от поражения, и в итоге россияне заняли на домашней Олимпиаде лишь пятое место.
В том же году Бобровский был вызван Олегом Знарком в сборную для участия в чемпионате мира в Минске. Это соревнование Сергей уже проводил как полноценный первый вратарь команды. Уверенная игра Бобровского, выигравшего все свои восемь матчей и сыгравшего два раза на «ноль» (против Швейцарии на групповом этапе и Франции в четвертьфинале), позволила российской команде победить на чемпионате мира. Директорат чемпионата мира отметил игру Сергея, признав его лучшим вратарём турнира.
Бобровский был основным вратарём сборной и на следующем чемпионате мира 2015 года в Чехии. На этом турнире Сергею особенно удался полуфинальный матч против сборной США, в котором он отразил все 35 бросков, позволив сборной России выйти в финал на втором турнире подряд. Бобровский был признан лучшим игроком сборной России в этом матче, также как и ранее в победном четвертьфинале против шведов (5:3). Однако в финале Сергей пропустил шесть шайб от Канады, на что россияне ответили только голом Евгения Малкина. Таким образом, Бобровский стал серебряным призёром чемпионата мира.
В 2016 году был основным голкипером сборной России на домашнем чемпионате мира, на котором хозяева заняли третье место. Бобровский был признан лучшим игроком матча за третье место против команды США (7:2).
В этом же году участвовал в Кубке мира, на котором был основным голкипером команды во всех четырёх матчах, в том числе и проигранном полуфинале против сборной Канады (3:5). В этом матче Бобровский сделал 42 сейва.
На чемпионате мира 2021 года основным вратарём сборной ОКР на групповой стадии был Александр Самонов. Бобровский присоединился к команде перед плей-офф после вылета «Флориды» из Кубка Стэнли. Бобровский вышел в стартовом составе в четвертьфинале против команды Канады. Сборная ОКР открыла счёт во втором периоде, но на 46-й минуте канадцы забросили ответную шайбу. Игра перешла в овертайм, где уже на третьей минуте победную шайбу в ворота Бобровского забил Эндрю Манджипани. Бобровский отбил 22 из 24 бросков соперника.

## Личная жизнь
Начав выступления в НХЛ, Бобровский не мог встречаться со своей девушкой Ольгой Дороховой: ей изначально не выдавали визу для въезда в США. Поэтому для того, чтобы проводить время вместе, Дорохова летала в Канаду, в города, где играла команда Бобровского «Филадельфия Флайерз». Из-за этого пара решила организовать быструю гражданскую церемонию в присутствии родителей 16 августа 2011 года. Бракосочетание прошло в России. 7 октября 2021 года у пары родилась дочь Каролина.
В 2024 году в честь Бобровского назвали малую ледовую арену в Новоильинском районе Новокузнецка.

## Статистика

### Международная
По данным: Eliteprospects.com, NHL.com и r-hockey.ru

## Достижения

### Командные
| Год       | Команда           | Достижение                                   | Достижение    |
| --------- | ----------------- | -------------------------------------------- | ------------- |
| 2008      | Россия (мол.)     | Бронзовый призёр молодёжного чемпионата мира | [ 62 ]        |
| 2010      | Кузнецкие Медведи | Серебряный призёр МХЛ                        | [ 63 ]        |
| 2014      | Россия            | Чемпион мира                                 | [ 62 ]        |
| 2015      | Россия            | Серебряный призёр чемпионата мира            | [ 62 ]        |
| 2016      | Россия            | Бронзовый призёр чемпионата мира             | [ 62 ]        |
| 2024,2025 | Флорида Пантерз   | Двукратный обладатель Кубка Стэнли           | [ 64 ] [ 65 ] |

### Личные
| Год           | Команда               | Достижение                                        | Достижение |
| ------------- | --------------------- | ------------------------------------------------- | ---------- |
| Клубные       |                       |                                                   |            |
| 2007          | Металлург Новокузнецк | Участник Матча всех звёзд Суперлиги               |            |
| 2013, 2017    | Коламбус Блю Джекетс  | Обладатель «Везина Трофи» (2)                     | [ 62 ]     |
| 2013, 2017    | Коламбус Блю Джекетс  | Попадание в первую Сборную всех звёзд НХЛ (2)     | [ 62 ]     |
| 2017, 2023    | Коламбус Блю Джекетс  | Участник Матча всех звёзд НХЛ                     | [ 62 ]     |
| 2017          | Коламбус Блю Джекетс  | Лучший процент отражённых бросков НХЛ             | [ 62 ]     |
| Международные |                       |                                                   |            |
| 2014          | Россия                | Лучший процент отражённых бросков чемпионата мира | [ 62 ]     |
| 2014          | Россия                | Лучший коэффициент надёжности чемпионата мира     | [ 62 ]     |
| 2014          | Россия                | Лучший вратарь чемпионата мира                    | [ 62 ]     |

### Другие
| Год  | Достижение                       | Достижение |
| ---- | -------------------------------- | ---------- |
| 2014 | Заслуженный мастер спорта России | [ 66 ]     |

### Награды
- Почётный знак «За заслуги перед городом Новокузнецком» (21 июня 2013) — вручён и. о. главы города Новокузнецка Сергеем Кузнецовым[67].
- Орден Почёта (27 мая 2014) — вручён Президентом России Владимиром Путиным за победу в чемпионате мира 2014 года в составе сборной России по хоккею[68].
- Орден «Почёта Кузбасса» (3 июня 2014) — вручён губернатором Кемеровской области Аманом Тулеевым за мастерство и профессионализм в спортивной деятельности[69][70].

## Собственность и доходы
По результатам 2017 года занял восьмое место в рейтинге журнала «Forbes» среди российских знаменитостей. Его доход составил 8,5 млн долларов.

### Комментарии
1. ↑  в 2015 году был выбран, но не играл из-за травмы